# Miron Merjanov
Pour les articles homonymes, voir Merjanov.
Miron Ivanovitch Merjanov (en russe : Мирон Иванович Мержанов), né Meran Oganessovitch Merjaniants (Меран Оганесович Мержанянц) le 23 septembre 1895 à Nakhitchevan-sur-le-Don et mort en décembre 1975 à Moscou, est un architecte soviétique d'origine arménienne, connu pour avoir été l'architecte de Staline entre 1933 et 1941. 
Arrêté en 1942, il fut envoyé dans un camp du Goulag, et il continua son travail d'architecte au sein d'une charachka, concevant de nombreux bâtiments publics dans les régions de la mer Noire, de Krasnoïarsk et de Komsomolsk-sur-l'Amour.
Staline lui commanda deux datchas, l'une près de Kountsevo : Blijniaïa  (la datcha d'à côté) qui devint la résidence personnelle du dirigeant soviétique et où il mourut en 1953, et Dalniaïa (la datcha au loin) près de Zoubalovo.